# 普拉特利艾湖
56°2′50″N 21°51′23″E / 56.04722°N 21.85639°E
普拉特利艾湖是立陶宛的湖泊，位於普倫蓋以北約14公里，長8.4公里、寬3.3公里，面積12平方公里，湖岸線長度38公里，平均水深10.5米，最大水深47米，湖中有7個島嶼。

## 外部連結
- Žemaitija National Park: Lakes （页面存档备份，存于）
- Octopusas diving routes with pictures